# Brooks Reed
Brooks Reed (nacido el 28 de febrero de 1987) es un exjugador profesional de fútbol americano estadounidense que jugaba en la posición de defensive end y su último equipo fueron  los Tennessee Titans de la National Football League.

## Biografía
Reed asistió a Sabino High School, donde jugó de running back y defensive lineman. Como junior, corrió para 350 yardas con 7 touchdowns, ganando los honores al Primer Equipo All-League y All-State.
Tras su paso por el instituto, Reed se graduó en la Universidad de Arizona, donde jugó para los Wildcats. Allí consiguió 87 tackles y 15 sacks.

## Carrera

### Houston Texans
Reed fue seleccionado por los Houston Texans en la segunda ronda (puesto 42) del draft de 2011. Debutó en la semana 6 tras la lesión de Mario Williams.

### Atlanta Falcons
Reed firmó con los Atlanta Falcons el 10 de marzo de 2015.